# Дома в Аржантёе
«Дома в Аржантёе» (фр. Maisons d'Argenteuil) — картина французского художника Клода Моне, написанная им в 1873 году. На ней изображен летний пейзаж в стиле импрессионизма на окраине Аржантёя, пригорода Парижа. Картина входит в коллекцию Национальной галереи Берлина.

## Описание
Картина разделена на три уровня. Нижнюю треть занимает цветущий луг, центр от левого до правого края занимают дома, а верхнюю часть образует облачное небо. Каждый участок картины Моне изобразил по-разному. На переднем плане он показывает светло-зелёный луг, написанный небольшими пятнами цвета, на котором светятся многочисленные жёлтые цветы и несколько красных маков. В «атмосферном великолепии» луга справа внизу также можно увидеть подпись «Claude Monet». В отличие от луга, область картины в районе домов очерчена чёткими линиями. Слева и в центре находятся два небольших, почти одинаковых дома. Зритель смотрит в упор на их серо-голубые фасады; белый карниз отделяет первый этаж от мансарды. Рамы дверей и окон также белые и выглядят как чёрные прямоугольные поверхности. По бокам фронтоны окаймлены алого цвета черепицей двускатных крыш. Ещё один дом схожего дизайна отрезан от левого края картины. Справа находится более крупный белый дом, который возвышается на один этаж над остальными домами. На двух нижних этажах чёрные поверхности окон контрастируют с белым цветом стен, а в мансарде, покрытой светло-красной черепицей, есть два окна. Все крыши оснащены узкими дымоходами. Справа к зданию примыкает небольшой сарай.
Между домом в центре и белым домом справа на некотором расстоянии возвышается шпиль базилики Сен-Дени. Перед домами и позади них видны различные деревья. Если на заднем плане видны высокие деревья с густой тёмной листвой, то на переднем плане в конце луга — молодые саженцы. Между этими свежепосаженными деревьями и домами небольшие приусадебные участки обозначены как коричневые и зелёные зоны. При ближайшем рассмотрении на картине, которая поначалу кажется пустынной, можно увидеть двух человек. Моне нарисовал их несколькими мазками кисти на правом краю картины: они наклоняются для работы в саду. «Чудесно подвижное небо» было нанесено на холст виртуозными мазками и грубым наложением цвета. Цветовые нюансы варьируются от светло-голубых участков слева до более серых справа. Раздуваемые ветром облака придают небу оживление, а освещение подчеркивает драматические события в этом в остальном довольно спокойном пейзаже.

## Моне в Аржантёе
Клод Моне бежал с семьей в Лондон в 1870 году, спасаясь от франко-прусской войны. В июне 1871 года он на несколько месяцев переехал в Нидерланды, а в ноябре того же года вернулся в Париж. В конце 1871 года он поселился в Аржантёе и снял дом недалеко от железнодорожного вокзала на улице Пьера Гийена № 2. Жизнь в пригороде была дешевле, чем в столице, и Моне нашёл достаточно сюжетов для своих картин на берегах Сены. Аржантёй считался центром водного спорта, привлекавшим людей из Парижа для занятий парусным спортом или греблей. Соответствующие виды отдыха неоднократно появляются на картинах Моне. Однако сам город лишь изредка становится темой его картин. В начале своего пребывания в Аржентёе в 1872 году он создал картину «Бульвар Элуаз в Аржентёе» (Художественная галерея Йельского университета, Нью-Хейвен), на которой изобразил широкую магистраль с пешеходами и каретой. Описание домашней обстановки на картине Моне «Сад в Аржантёе (георгины)» (Национальная галерея искусства, Вашингтон) 1873 года гораздо более интимно: пышное цветочное великолепие на переднем плане и пара влюбленных на заднем плане в конце сада. Только дом на соседнем участке указывает на город Аржантёй. На пейзаже 1874 года «Сена в Аржентёе» (Бернский художественный музей) город отодвинут далеко на задний план в виде панорамы. В то время как камыши на переднем плане, Сена за ними и небо занимают большую часть картины, силуэты домов, церковь и несколько дымящихся фабричных труб отодвинуты как часть линии горизонта. Даже в зимнем пейзаже «Вид Аржантёя в снегу», написанном в 1875 году (Музей искусств Нельсона-Аткинса, Канзас-Сити (Миссури)), город не является главной темой картины. Дома на окраине Аржентёя с заснеженными крышами — это часть атмосферы ветра, а не описание места в духе ведуты. В этом отношении изображение схоже с мотивом картины «Дома в Аржентёе», хотя картины, естественно, различаются по времени года.

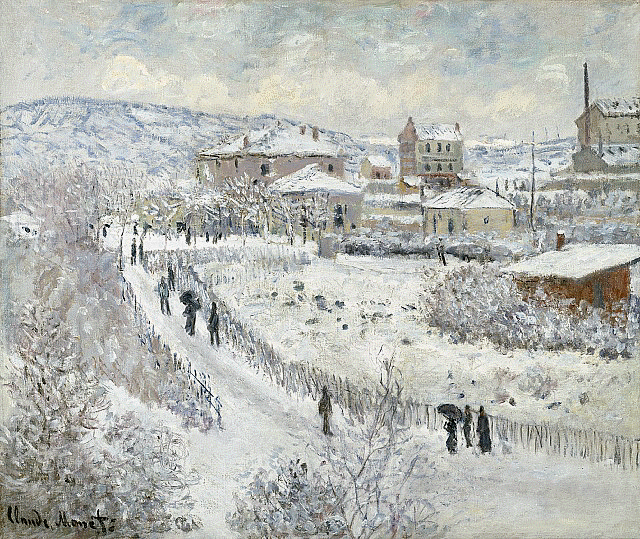
Клод Моне: «Вид на Аржентёй в снегу», 1875 год

Здания, изображённые Моне на картине «Дома в Аржантёе», были построены совсем недавно на западной окраине города, на что указывают молодые деревья, в то время как старые деревья возле церкви на заднем плане относится к историческому центру города. Новые здания также отражают быстрое развитие пригорода, которое началось в 1851 году после того, как Аржантёй был соединён с железной дорогой. Небольшие дома на картине, построенные на скромные средства, возможно, были построены для жителей Парижа, которые хотели проводить свой досуг в сельской местности. Эта тяга к сельской жизни привела Моне в Аржантёй. Желание оставить городскую жизнь позади неоднократно подхватывалось современными карикатуристами и писателями. Известный пример тому — сатирический роман «Бувар и Пекюше» Гюстава Флобера.

## Оценки критиков
В 1898 году директор Берлинского музея Гуго фон Чуди отметил, что Моне удалось в этой картине «художественно оформить, казалось бы, непривлекательный мотив благодаря живости трактовки, тонкости цветовых настроений, волшебству воздушной передачи». Более десяти лет спустя искусствовед Карл Шеффлер подытожил это высказывание: «Мотив почти банален, но он облагорожен тем, как он изображён». Далее он говорит: «Человек больше не думает о масляной краске, он чувствует запах природы». В 2000 году искусствовед Пол Хейс Такер сравнил картину Моне «Дома в Аржантёе» с пейзажной живописью голландского барокко. Он увидел в аргентейском виде Моне современное видение таких картин, как «Пале в Харлеме» Якоба ван Рёйсдаля (Кунстхаус Цюрих) или «Вид Делфта» Яна Вермеера (Маурицхейс, Гаага).

## Провенанс
Клод Моне продал картину «Дома в Аржантёе» в 1880 году арт-дилеру Полю Дюран-Рюэлю, в коллекции которого она оставалась около двух десятилетий. Он одолжил картину на Международную художественную выставку в Дрездене в 1897 году, где её увидел директор Берлинского музея Гуго фон Чуди. В октябре 1897 года Чуди поинтересовался ценой картины у Дюран-Рюэля, но первоначально она не была приобретена. Возможно, Чуди увидел картину ещё раз, когда она экспонировалась на Юбилейной художественной выставке 1898 года в Вене весной 1898 года. 19 декабря 1898 года он наконец приобрёл картину у Дюран-Рюэля для Национальной галереи в Берлине. Стоимость покупки в 5500 франков была оплачена дарителем Генриеттой Манкевич. Историк искусства Бабетта Варнке объясняет нерешительность Чуди в приобретении картины Моне «растущей враждебностью к его политике приобретения произведений». В 1899 году картина «Дома в Аржантёе» была включена в список других произведений искусства, в том числе Ганса фон Мареса и Поля Синьяка, который Чуди представил на утверждение министру культуры Роберу Боссе. Картина Моне была оценена примерно в 3 000 марок — сумма, которая не требовала личного одобрения кайзера Вильгельма II.